# Granatina
Granatina (лат.) — род птиц семейства вьюрковых ткачиков (Estrildidae). Распространены в Африке.

## Таксономия
Два вида ранее помещались в род Uraeginthus. Род Granatina был восстановлен в 2020 году на основании молекулярных филогенетических исследований, которые показали, что эти два вида сильно отклонились от остальных видов рода Uraeginthus.

## Виды
В состав рода включают два вида:
| Изображение | Научное название         | Русское название    | Распространение                                        |
| ----------- | ------------------------ | ------------------- | ------------------------------------------------------ |
|             | Granatina granatina      | Гранатовый астрильд | Южная Африка                                           |
|             | Granatina ianthinogaster | Фиалковый астрильд  | Эфиопия, Кения, Сомали, Южный Судан, Танзания и Уганда |